# Hemixera orthosiodes
Hemixera orthosiodes là một loài bướm đêm trong họ Geometridae.